# Laurien Willemse
Laura Eveline „Laurien“ Willemse, nach Heirat Laura Eveline Gales, (* 26. März 1962 in Haarlem) ist eine ehemalige niederländische Hockeyspielerin. Sie gewann mit der niederländischen Nationalmannschaft die olympische Goldmedaille 1984 und die Bronzemedaille 1988.

## Sportliche Karriere
Im Frühjahr 1984 gehörte Laurien Willemse zum Kader der siegreichen niederländischen Mannschaft bei der Europameisterschaft in Lille. Im Sommer 1984 wirkte sie in vier von fünf Spielen bei den Olympischen Spielen in Los Angeles mit. Mit vier Siegen und einem Unentschieden gewannen die Niederländerinnen die Goldmedaille.
1986 waren die Niederlande gastgebende Nation bei der Weltmeisterschaft in Amstelveen. Die Niederländerinnen gewannen ihre Vorrundengruppe trotz einer Niederlage gegen das kanadische Team. Nach einem 3:1-Halbfinalsieg gegen die Neuseeländerinnen trafen die Niederlande im Finale auf die deutsche Mannschaft und gewannen den Titel mit einem 3.0-Sieg. 1987 gehörte Willemse auch bei
der Europameisterschaft in London zum Siegerteam. Bei den Olympischen Spielen 1988 in Seoul unterlagen die Niederländerinnen im Halbfinale den Australierinnen mit 2:3. Im Spiel um Bronze bezwangen sie die britische Olympiaauswahl mit 3:1.
Insgesamt wirkte Laurien Willemse von 1981 bis 1988 in 92 Länderspielen mit. Laurien Willemse war mehrfach niederländische Meisterin mit dem HGC Wassenaar aus Den Haag.